# Hylonympha macrocerca
El colibrí tijereta (Hylonympha macrocerca) es una especie de ave apodiforme de la familia Trochilidae —los colibríes—, la única perteneciente al género monotípico Hylonympha. Es endémico de Venezuela y se encuentra amenazado de extinción.

## Distribución y hábitat

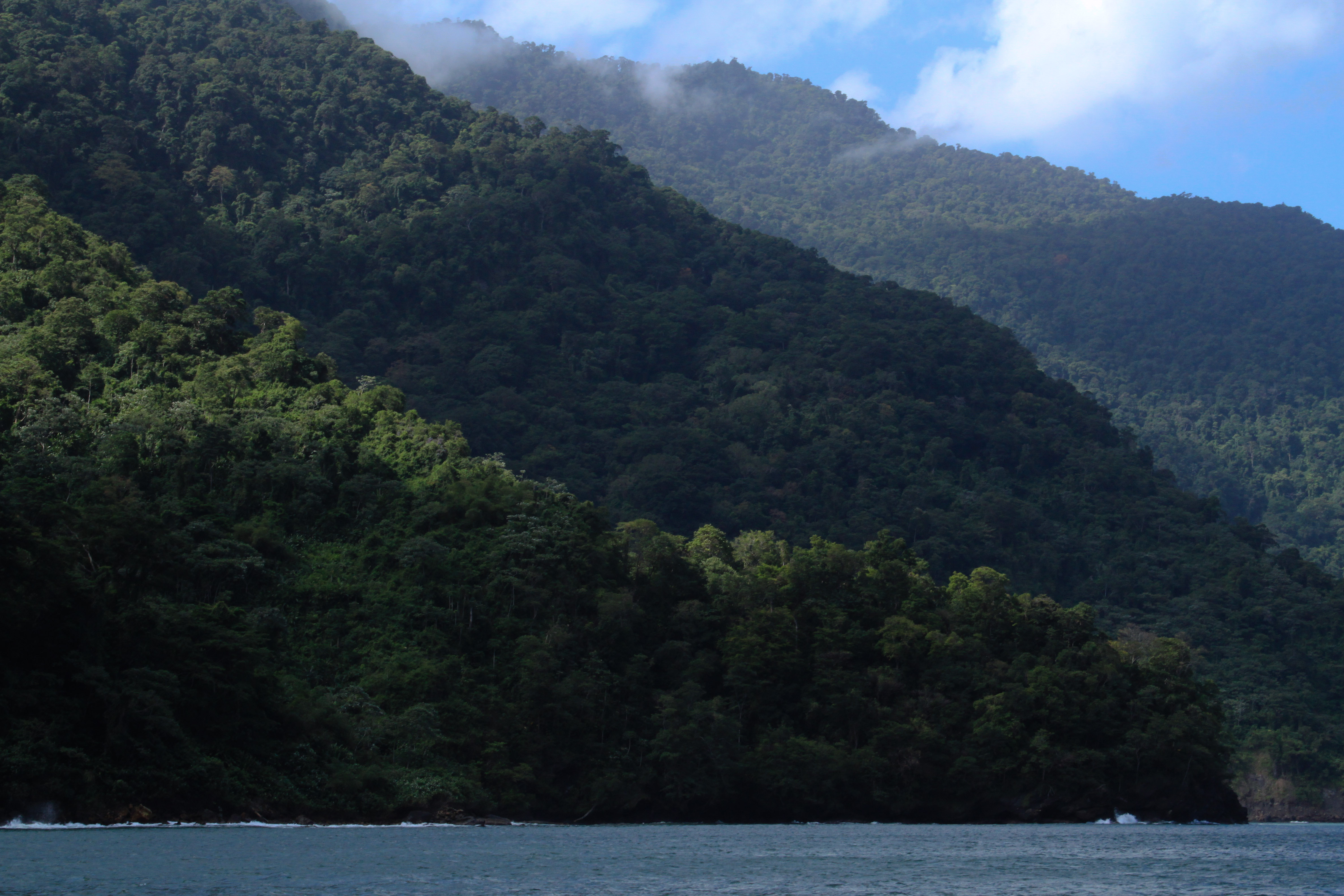
Montañas costeras en la península de Paria, ejemplo de hábitat de la especie.

Se encuentra únicamente en una restringida región en la península de Paria en el noreste de Venezuela, hacia el este desde los cerros Humo, Patao, El Olvido y Azul.
Esta especie, extremadamente rara, es considerada localmente común en sus hábitat naturales: principalmente las selvas húmedas con abundancia de musgos con árboles altos y bosques nubosos en la zona subtropical. También es encontrada ocasionalmente en los bordes del bosque y pequeños claros con Heliconia. En altitudes entre 500 y 1200 m.

## Estado de conservación
El colibrí tijereta ha sido calificado como «amenazado de extinción» por la Unión Internacional para la Conservación de la Naturaleza (IUCN) debido a que su pequeña zona de distribución y su población, estimada entre 3000 y 4000 individuos maduros, se presumen estar en decadencia como resultado de la continua pérdida y degradación de su hábitat debido a la conversión para agricultura de los bosques y el cambio climático. La mayoría de su área está cubierta por el parque nacional Península de Paria, pero el parque no se encuentra adecuadamente protegido y está sujetado a diversas amenazas.

## Sistemática

### Descripción original
El género Hylonympha y la especie H. macrocerca fueron descritos por primera vez por el ornitólogo británico John Gould en 1873 bajo el mismo nombre científico; se desconoce la localidad tipo.

### Etimología
El nombre genérico femenino «Hylonympha» se compone de las palabras del griego «hulē» que significa ‘bosque’, y «numphē» que significa ‘ninfa’; y el nombre de la especie «macrocerca», se compone de las palabras del griego «makros» que significa ‘largo’, y «kerkos» que significa ‘cola’.

### Taxonomía
Es monotípica.